# Old Faithful

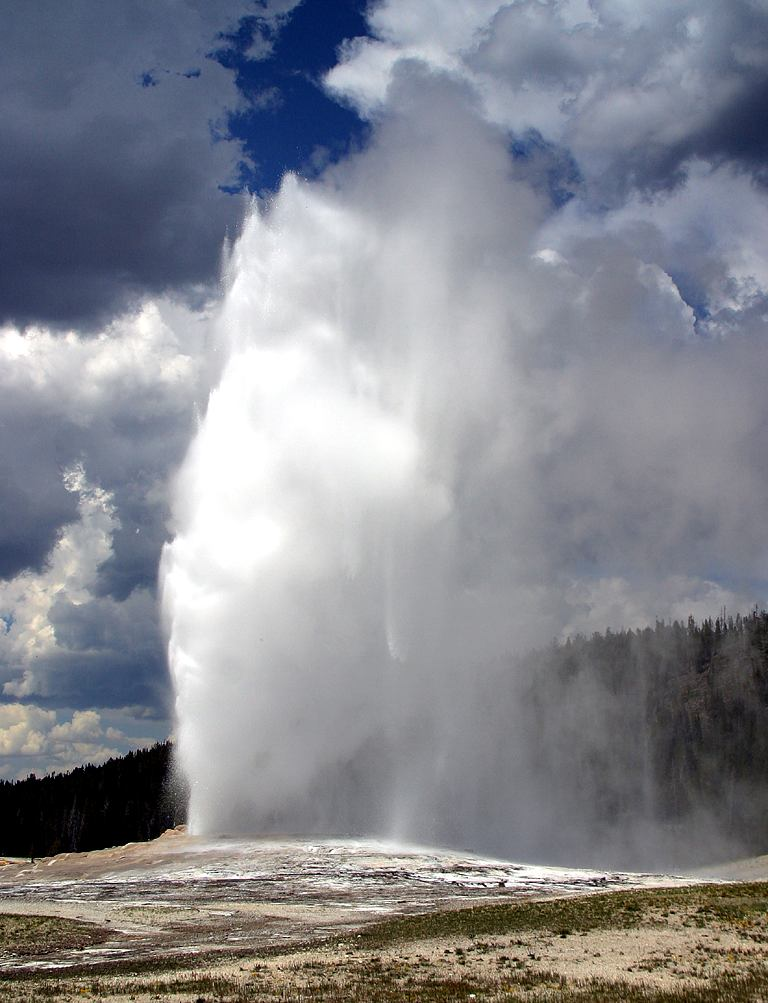
Old Faithful em erupção.

Old Faithful (Velho Fiel em português) é um gêiser localizado no Parque Nacional de Yellowstone, em Wyoming, nos Estados Unidos. Old Faithful foi nomeado em 1870 durante a Expedição Washburn e foi o primeiro gêiser do parque a receber um nome. O Old Faithful não é o mais alto ou maior gêiser do parque; esse título pertence ao menos previsível Steamboat Geyser.

## Erupções
As erupções podem atingir 3 700 a 8 400 galões de água fervendo para uma altura de 106-184 pés (30-55 m), durando de 1,5 a 5 minutos. A altura média de uma erupção dele é de 145 pés (44 m). No entanto, as erupções ocorrem frequentemente cerca de 90 minutos, embora este intervalo possa variar de 45 a 125 minutos na ocasião. Estima-se que ocorreram mais de 137 000 erupções, visto que este número é a quantidade de vezes que as erupções foram gravadas. 